# Сёренссон, Джон
Джон Эмиль Сёренссон (швед. John Emil Sörenson; 15 сентября 1889, Мальмё — 25 октября 1976, Лидингё, Стокгольм) — шведский гимнаст, чемпион летних Олимпийских игр 1912 и 1920 годов в командном первенстве по шведской системе (единственный участник шведской гимнастической сборной 1912 года, принявший участие в Олимпиаде 1920 года).